# A Little Party Never Killed Nobody (All We Got)
A Little Party Never Killed Nobody (All We Got) è un brano musicale registrato dalla cantautrice statunitense Fergie insieme a Q-Tip e GoonRock, estratto come singolo dalla colonna sonora del film del 2013 Il grande Gatsby. Il singolo è stato scritto dai tre interpreti insieme ad Andrea Martin. È stata pubblicata anche una raccolta con vari remix della canzone.

## Video musicale
Diffuso per la prima volta il 6 agosto 2013, il video della canzone è stato diretto da Fatima Robinson, già regista di vari videoclip di Fergie. Il concept del video è una grande festa in stile anni 20 con ballerini, luci e champagne. Nel video compaiono Q-Tip e GoonRock ma la protagonista assoluta è Fergie. C'è un cameo di Jake Shears cantante degli Scissor Sisters.

## Classifiche
| Paesi             | Posizione Massima |
| ----------------- | ----------------- |
| Australia         | 43                |
| Austria           | 17                |
| Belgio (Vallonia) | 5                 |
| Belgio (Fiandre)  | 28                |
| Canada            | 72                |
| Repubblica Ceca   | 5                 |
| Francia           | 27                |
| Germania          | 10                |
| Irlanda           | 89                |
| Italia            | 78                |
| Nuova Zelanda     | 3                 |
| Polonia           | 5                 |
| Slovacchia        | 31                |
| Regno Unito       | 90                |
| Svezia            | 14                |
| Svizzera          | 49                |
| Stati Uniti       | 77                |